# 호수꼬치
호수꼬치(hosu yakitori)는 대한민국 인천광역시 부평구에 위치한 꼬치구이 전문 프랜차이즈 브랜드이다.

## 연혁
호수꼬치는 프랜차이즈 꼬치구이 전문 기업 “주식회사 호수코리아”에서 만든 꼬치구이 브랜드로써 2016년 정식 런칭하였으며 숯불구이 20여년 동안 경력과 경험을 바탕으로 직영점 3개, 가맹점 70여개를 오픈하였으며 2019년 주식회사로 법인 전환하였다.

## 사업 분야
- 프랜차이즈업
- 취업 및 창업 서비스업
- 도소매업
- 축산물 유통 전문 판매업
- 실내건축 인테리어 건설업